# Cimitero Teutonico
Il campo santo dei Teutonici e dei Fiamminghi (in tedesco Friedhof der Deutschen und der Flamen, in olandese Begraafplaats van de Teutoonen en Vlamingen) chiamato anche cimitero Teutonico o campo santo Teutonico, è un cimitero che si trova a Roma, in via della Sagrestia 17. Annessa al cimitero vi è la chiesa di Santa Maria della Pietà in Camposanto dei Teutonici.
È situato in un'area adiacente al confine tra la Città del Vaticano e l'Italia, in territorio italiano, ma in un'area soggetta a extraterritorialità a favore della Santa Sede.
Malgrado ciò, esso è solitamente considerato come l'unico cimitero all'interno del Vaticano; qui sono sepolte persone di origine austriaca, sudtirolese, svizzero-tedesca, liechtensteinese, lussemburghese, e belga di lingua tedesca, oltre a fiamminga e olandese.

## Storia

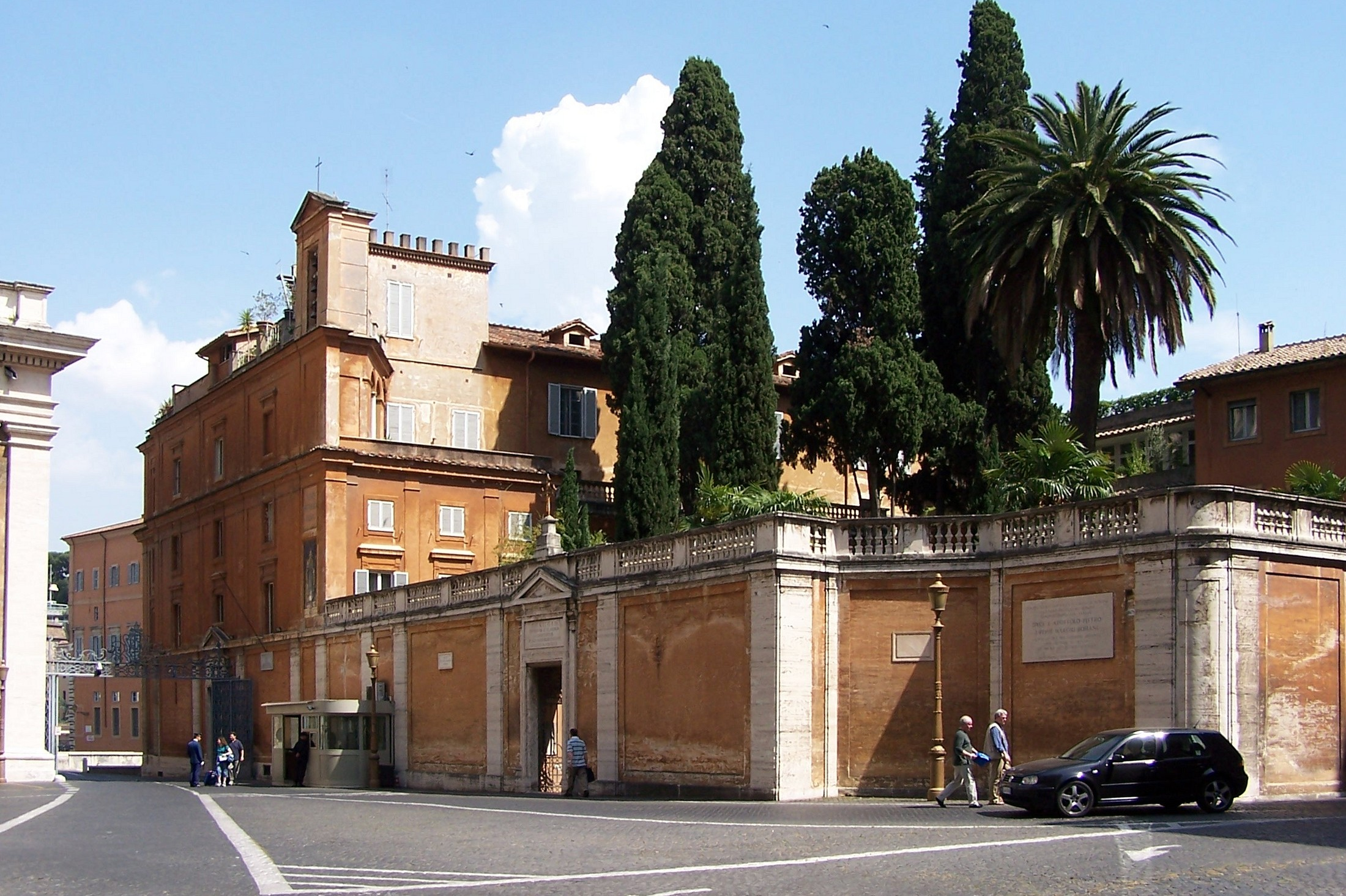
Il Collegio Teutonico: si può notare sul fianco la porticina che porta all'interno del Cimitero Teutonico che si presenta di ridotte dimensioni e all'interno delle mura dello stesso collegio

Il cimitero Teutonico è posto adiacente al Vaticano, tra la basilica di San Pietro e la sala per le udienze Paolo VI e si qualifica ancora oggi come il più antico cimitero germanico di Roma. L'area è circondata da un alto muro che racchiude il camposanto nell'area ove un tempo sorgeva il circo di Nerone, luogo simbolico ove molti martiri del protocristianesimo vennero martirizzati. È probabilmente a quest'epoca che potrebbe risalire il primo utilizzo del sito quale luogo di sepoltura. Nel 799 qui venne posta una Schola Francorum fondata dallo stesso Carlomagno.
Durante l'Anno Santo del 1450 venne registrato che la chiesa e il cimitero teutonico si trovavano in cattivo stato e pertanto si rendeva necessario in vista dell'anno giubilare realizzare dei lavori di ristrutturazione e ricostruzione. Nel 1454 i membri di origine tedesca facenti parte della curia romana diedero dei fondi per una totale ricostruzione dell'area garantendone il mantenimento nel corso dei secoli e facendo assumere alla struttura la forma attuale dal finire del secolo. Nel 1597 venne fondata l'"Arciconfraternita di Nostra Signora" con sede presso il cimitero teutonico e col compito di amministrarlo. Nel 1876, non lontano dal luogo sacro venne costruita una residenza per studenti di origine tedesca interessati ai campi di storia ecclesiastica e archeologia sacra. Nel 1888 vi venne aggiunta anche una biblioteca proveniente dalla Goerres Society con 35.000 volumi. Il palazzo del Collegio è stato costruito nel 1962-1966 dall'architetto Silvio Galizia.
L'accesso alla chiesa è reso possibile solo dal camposanto e tale ingresso è stato ricostruito completamente tra il 1972 e il 1975 per opera dell'architetto tedesco Elmar Hillebrand su donazione del presidente della repubblica tedesca Theodor Heuss. Presso il portale di sinistra della chiesa si trova una statua della Madonna col Bambino con lo stemma dell'Arciconfraternita che rappresenta un'aquila bicefala con la pietà, unendo il noto episodio cristologico con l'insegna imperiale.
La Cappella Svizzera all'interno della chiesa è il luogo di sepoltura delle guardie svizzere cadute durante il sacco di Roma del 1527 ed è affrescata da Polidoro Caldara, discepolo di Raffaello. Dopo tale data, a ogni modo, il cimitero non poté più accogliere le salme delle persone di origine svizzera, e lo stesso corpo delle Guardie ottenne il patronato di un'altra chiesa.

### La struttura

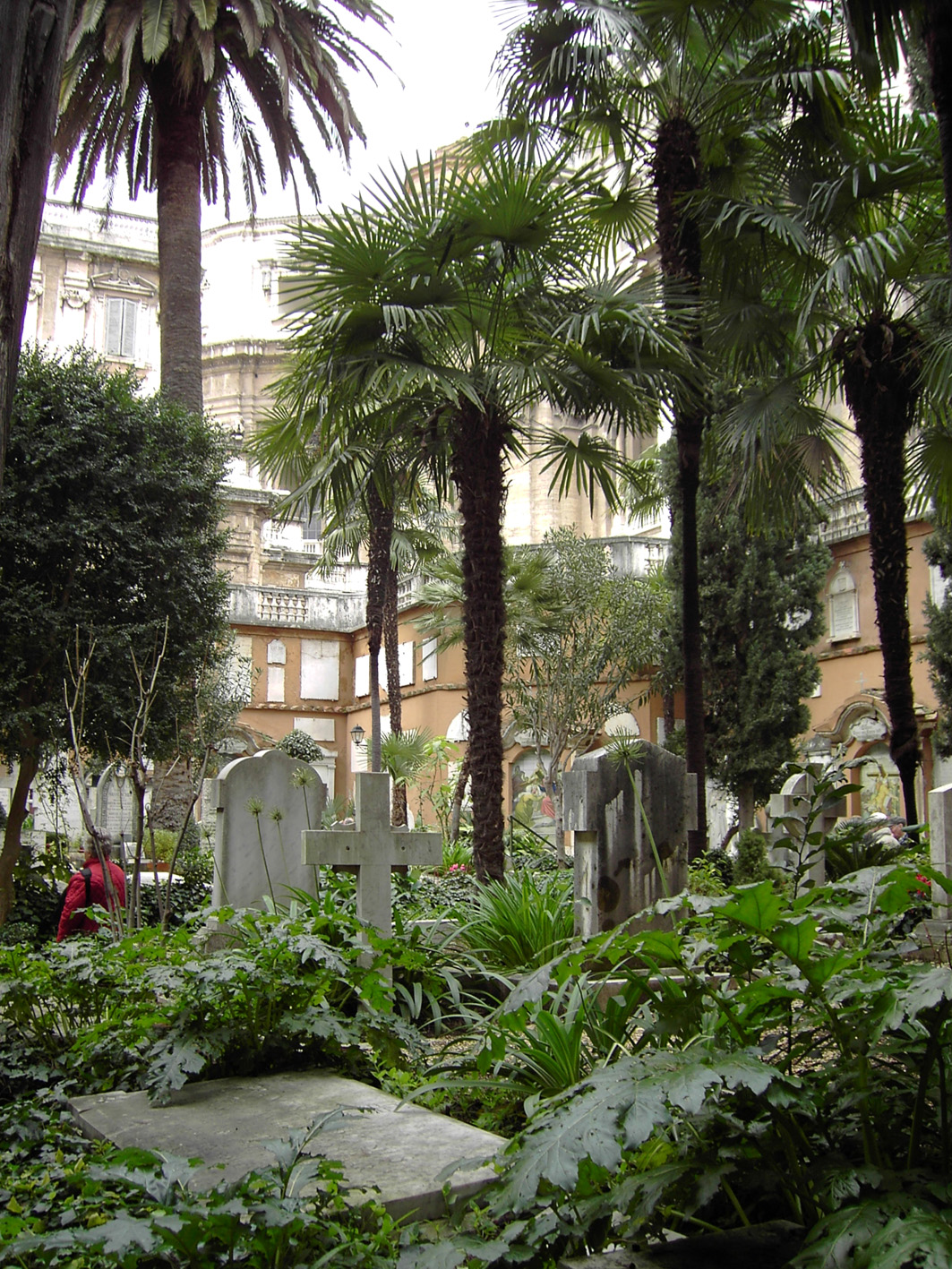
Il giardino che attornia il camposanto

Il cimitero si presenta di ridotte dimensioni e un tempo appariva aperto, ma dalle ristrutturazioni di metà Quattrocento esso venne inglobato all'interno della struttura del collegio così da divenirne parte integrante. Dall'esterno, infatti, il muro di cinta pare chiudere un giardino dal quale fuoriescono palme ad alto fusto e vari alberi che di fatto costituiscono l'assetto generale del giardino con le varie tombe presenti in esso.

## Persone famose sepolte nel cimitero
Data la sua particolare collocazione, il cimitero Teutonico di Roma ha ogni anno migliaia di richieste di interro, ma secondo gli statuti di fondazione esso rispetta canoni precisi; possono essere qui sepolti: membri dell'arciconfraternita responsabile del cimitero, religiosi di origine tedesca e membri dei due collegi teutonici di Roma (l'Anima e il Germanico). Tradizionalmente a ogni modo vengono accolti tutti i personaggi di rilievo di origine tedesca e fiamminga che abbiano prestato servizio alla Chiesa e che siano morti in Roma.
Tra le personalità di spicco ivi sepolte ricordiamo:
- (?) Giovanni Wulzer
- (1777) Johannes Conrad Werle (1701-1777), organaro austriaco
- (1836) Sofia di Hohenlohe-Waldenburg-Bartenstein (1758-1836), principessa tedesca;  l'11 luglio 2019, nell'ambito delle ricerche volte a trovare indizi riguardo alla scomparsa di Emanuela Orlandi, sono stati effettuati dei rilievi e la tomba è risultata vuota.
- (1839) Joseph Anton Koch (1768-1839), pittore paesaggista austriaco-tedesco
- (1840) Carlotta Federica di Meclemburgo-Schwerin (1784-1840), duchessa tedesca, moglie del re Cristiano VIII di Danimarca; l'11 luglio 2019, nell'ambito delle ricerche volte a trovare indizi riguardo alla scomparsa di Emanuela Orlandi, sono stati effettuati dei rilievi e la tomba è risultata vuota.
- (1858) Johann Martin von Wagner (1777-1858), archeologo e artista tedesco
- (1874) Augustin Theiner (1804-1874), sacerdote oratoriano, storico ed archivista tedesco, prefetto dell'Archivio Segreto Vaticano
- (1887) Carolyne zu Sayn-Wittgenstein (1819-1887), principessa polacca-tedesca
- (1888) Hermann Kanzler (1822-1888), generale tedesco, comandante dell'esercito pontificio nella battaglia di Mentana
- (1892) Joseph Spithöver (1813-1892), libraio ed editore tedesco, promotore della cultura germanica a Roma durante il XIX secolo
- (1896) Gustav Adolf von Hohenlohe-Schillingsfürst (1823-1896), arcivescovo e cardinale tedesco
- (1903) Johann Baptist von Anzer (1851-1903), missionario tedesco, primo vescovo dei verbiti
- (1917) Anton de Waal (1837-1917), sacerdote ed archeologo tedesco, fondatore e primo rettore del Collegio Teutonico
- (1925) Anton Hasslacher (1859-1925), storico tedesco
- (1942) Hugo Maximilian zu Windisch-Graetz (1914-1942), principe austriaco, zio del Principe Mariano Hugo di Windisch-Graetz
- (1943) Giorgio di Baviera (1880-1943), principe tedesco della casata di Baviera
- (1954) Ludwig Curtius (1874-1954), archeologo tedesco
- (1959) Hugo Vincenz zu Windisch-Grätz (1887-1959), principe austriaco, IV Principe Windisch-Graetz, nonno del Principe Mariano Hugo di Windisch-Graetz
- (1963) Alois Hudal (1885-1963), vescovo austriaco, rettore del collegio Santa Maria dell'Anima
- (1968) Michael Schulien (1888-1968), presbitero verbita tedesco, missionario ed etnologo, già visitatore apostolico della Saarland
- (1970) Engelbert Kirschbaum (1902-1970), sacerdote gesuita tedesco, archeologo e studioso collaboratore al ritrovamento della tomba di san Pietro
- (1970) Stefan Andres (1906-1970), scrittore tedesco
- (1972) Johannes Hendrik Olav Smit (1883-1972), vescovo olandese, canonico della basilica di San Pietro in Vaticano, già Vicario apostolico di Norvegia e Spitzbergen
- (1976) Maximilian Antonius zu Windisch-Grätz (1914-1976), principe austriaco, V Principe Windisch-Graetz, padre del Principe Mariano Hugo di Windisch-Graetz
- (1977) Rolf Schott (1891-1977), storico dell'arte e scrittore tedesco, studioso di Michelangelo
- (1979) Leontine zu Fürstenberg zu Windisch-Grätz (1892-1979), principessa austriaca, nonna del Principe Mariano Hugo di Windisch-Graetz
- (1980) Hubert Jedin (1900-1980), sacerdote tedesco, storico della Chiesa, massimo studioso della storia del Concilio di Trento
- (1983) Pascalina Lehnert (1894-1983), religiosa tedesca della congregazione delle Suore Insegnanti della Santa Croce, assistente del cardinale Eugenio Pacelli (poi papa Pio XII)
- (1989) Silvio Galizia (1925-1989), architetto svizzero
- (2008) Maria Luisa (Marilis) Serra di Gerace Carafa zu Windisch-Grätz (1921-2008), principessa italo-austriaca, madre del Principe Mariano Hugo di Windisch-Graetz
- (2010) Alexis Ferdinand zu Windisch-Graetz (1991-2010), principe italo-austriaco, figlio del Principe Mariano Hugo di Windisch-Graetz
- (2015) Willy Herteleer († 12 dicembre 2014), clochard di origini belghe[3][4][5]
- (2018) Cesar De Vroe († 2018), clochard di origini belghe[6][7]
- (2022) Burkhard Scheffler (1961-2022), clochard di origini tedesche[8]
- (2023) Karl-Joseph Rauber (1934-2023), arcivescovo e cardinale tedesco

Il criterio per essere sepolti nel cimitero Teutonico è essere di religione cattolica e di madrelingua tedesco o fiamminga, indipendentemente dalla nazionalità, e risiedere a Roma. Nello specifico sono elencati, come principali aventi diritto alla sepoltura, i seguenti:
- membri dell'Arciconfraternita di Nostra Signora nel Campo santo tedesco presso San Pietro e loro familiari diretti;
- membri dei collegi sacerdotali tedeschi: "Teutonico" (Collegio per sacerdoti studiosi dell'Archeologia cristiana e della Storia della Chiesa), “Anima” (Pontificio Istituto S. Maria dell’Anima) e “Germanicum” (Pontificium Collegium Germanicum et Hungaricum);
- membri delle istituzioni clericali di origine tedesca o fiamminga, con sede a Roma e nelle zone limitrofe;
- pellegrini tedeschi/fiamminghi cattolici morti durante un pellegrinaggio ufficiale a Roma;
- componenti della Guardia Svizzera Pontificia.